# Точал
Точал (перс. توچال‎ — тучо́л) — гора в цепи Эльбурс на севере Ирана. Высота — 3964 м. Хребет горы растягивается на 12 км с северо-запада на юго-восток. На южном склоне Точала расположены самые северные районы Тегерана: Шемиран, Дербенд, Теджриш. Из Веленжака к вершине, где расположен популярный горнолыжный курорт, протянута канатная дорога.
Помимо высочайшей точки (которую, собственно, и называют Точал), вдоль основного хребта расположено еще несколько вершин, среди которых:
- Шах-нешин (3 875 м);
- Базарак (3 753 м);
- Сар-Базарак (3 640 м);
- Лезон-западный (3 585 м);
- Лаварак (3 560 м).